# アメリカン・ゴシック (テレビドラマ)
『アメリカン・ゴシック』（原題：American Gothic）は、1995年から1996年までアメリカ合衆国・CBSテレビで放送されていたテレビドラマ。サム・ライミが製作総指揮したサスペンスホラードラマである。全22話。
日本では、1997年4月19日から同年9月13日までテレビ東京系列局で『アメリカン・ゴシック とっておきの恐怖』と題して放送されていた。放送時間は毎週土曜 22:00 - 22:54 （日本標準時）。

## あらすじ
アメリカ南部の静かな田舎町トリニティ。飲んだくれの父親と姉マーリンと3人でこの町に暮らす少年ケイレブが10歳になったある日、この一家に悲劇が起きる。マーリンが殺されたのだ。さらに父が、町の名士でもある保安官ルーカス・バックによって容疑者として逮捕された。
残されたケイレブは病院に運び込まれ、以来マット・クロワー医師の世話になるが、何故かバックが執拗にケイレブを追いかけてくる。実はケレイブとバックとの間には、ある秘密が隠されていた…。

## キャスト
- ルーカス・バック保安官：ゲイリー・コール（吹替：磯部勉）
- ケイレブ・テンプル：ルーカス・ブラック（吹替：くまいもとこ）
- ゲイル・エモリー：ペイジ・タルコ（吹替：山像かおり）
- マット・クロワー医師：ジェイク・ウェバー（吹替：宮本充）
- セリーナ・クームズ：ブレンダ・バーキ（吹替：佐々木優子）
- マーリン・テンプル：サラ・ポールソン（吹替：岡村明美）
- ベン・ヒーリー保安官助手：ニック・サーシー（吹替：伊藤栄次）
- ナレーション：大川透

## エピソードリスト
- 第1話：Pilot / プロローグ
- 第2話：A Tree Grows in Trinity / 啓示
- 第3話：Eye of the Beholder / 呪鏡
- 第4話：Damned If You Don't / 罠
- 第5話：Dead to the World / 喪失
- 第6話：Meet the Beetles / 人喰虫
- 第7話：Strong Arm of the Law / 断罪
- 第8話：Rebirth / 転生
- 第9話：Resurrector / 交霊
- 第10話：Inhumanitas / 憑依
- 第11話：The Plague Sower / アウトブレイク
- 第12話：To Hell and Back / 眩惑
- 第13話：Potato Boy / 異形
- 第14話：The Beast Within / 予知夢
- 第15話：Ring of Fire / リプレイ
- 第16話：Dr. Death Takes a Holiday / 悪魔崇拝
- 第17話：Learning to Crawl / 幽体離脱
- 第18話：Echo of Your Last Goodbye / 不浄
- 第19話：Stranger / 刺客
- 第20話：Triangle / 受胎告知
- 第21話：The Buck Stops Here / 第三の眼
- 第22話：Requiem / レクイエム